# Ктенакантообразные

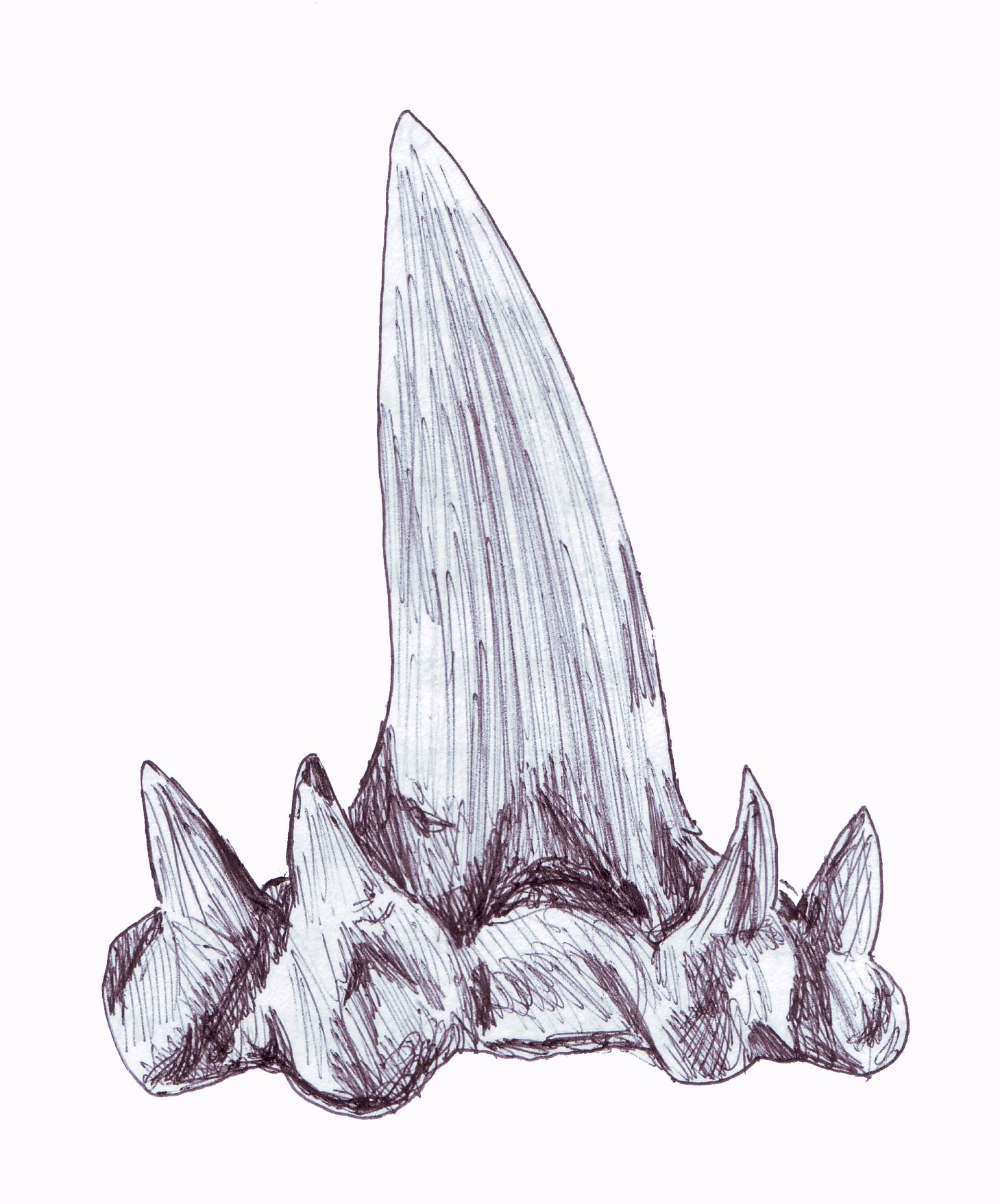
Кладодонтный зуб Glikmanius occidentalis

Ктенакантообразные (лат. Ctenacanthiformes) — отряд вымерших хрящевых рыб, похожих на акул. Существовали 407,6—201,3 млн лет назад с начала девона до конца триаса.

## Описание
Преимущественно хищные рыбы (некоторые — склерофаги с тупыми зубами). Нейрокраний расширен в области орбит и затылка, ростра нет (череп плохо известен у большинства видов). Зубы кладодонтные (с центральной вершиной и симметричными дополнительными зубчиками по бокам) либо пирамидальные; у некоторых — давящие.
Зубы закрепляются в челюстях монолитными рядами, сочленяясь друг с другом выступами и впадинами у корня. Рёбра не обызвествлялись. Парные плавники некрупные, грудной — унисериальный, есть метаптеригиальная ось. Отмечается сходство строения грудного плавника с плавниками современных акул. Два спинных плавника, с крупными шипами. Собственно, по плавниковому шипу группа и была описана, большинство представителей также известно по плавниковым шипам. Плавниковые шипы длинные, слегка изогнутые назад. Длина шипа может достигать 30 см. Поверхность шипов орнаментирована, иногда несёт зубчики, дистальная часть (выступавшая над кожей) покрыта ортодентином (эмалью). Крупные зубчики могут быть на задней поверхности шипа. Передний плавник часто меньше по размеру, его шип более изогнут и направлен назад более полого, радиалий в переднем плавнике может и не быть. В обоих спинных плавниках есть крупные базальные пластинки. Маленький анальный плавник приближен к хвостовому. Хвостовой плавник полулунный, симметричный, верхняя лопасть без радиалий. Чешуя ктенакантного типа.
Ктенакантообразные вели разнообразный образ жизни. Виды с типично кладодонтными зубами питались, вероятно, какой-то скользкой добычей (сходная форма зубов у современных песчаных акул). Такой добычей могли быть безраковинные головоногие, конодонты, черви и др. Известны раковины плавающих конулярий, повреждённые зубами кладодонтных рыб. У «Ctenacanthus» costellatus в желудке были остатки мелких рыб. Форма тела выдает в ктенакантообразных пелагических хищников. Интересно, что среди них довольно много пресноводных видов. Виды с давящими зубами питались донными и пелагическими моллюсками и ракообразными.

## Эволюционные связи
Ктенакантообразные были предками другой важной группы хрящевых рыб — гибодонтообразных. Связь ктенакантообразных с современными акулами не столь очевидна, но самые ранние представители отряда могли быть предками настоящих акул.

## Наиболее известные представители

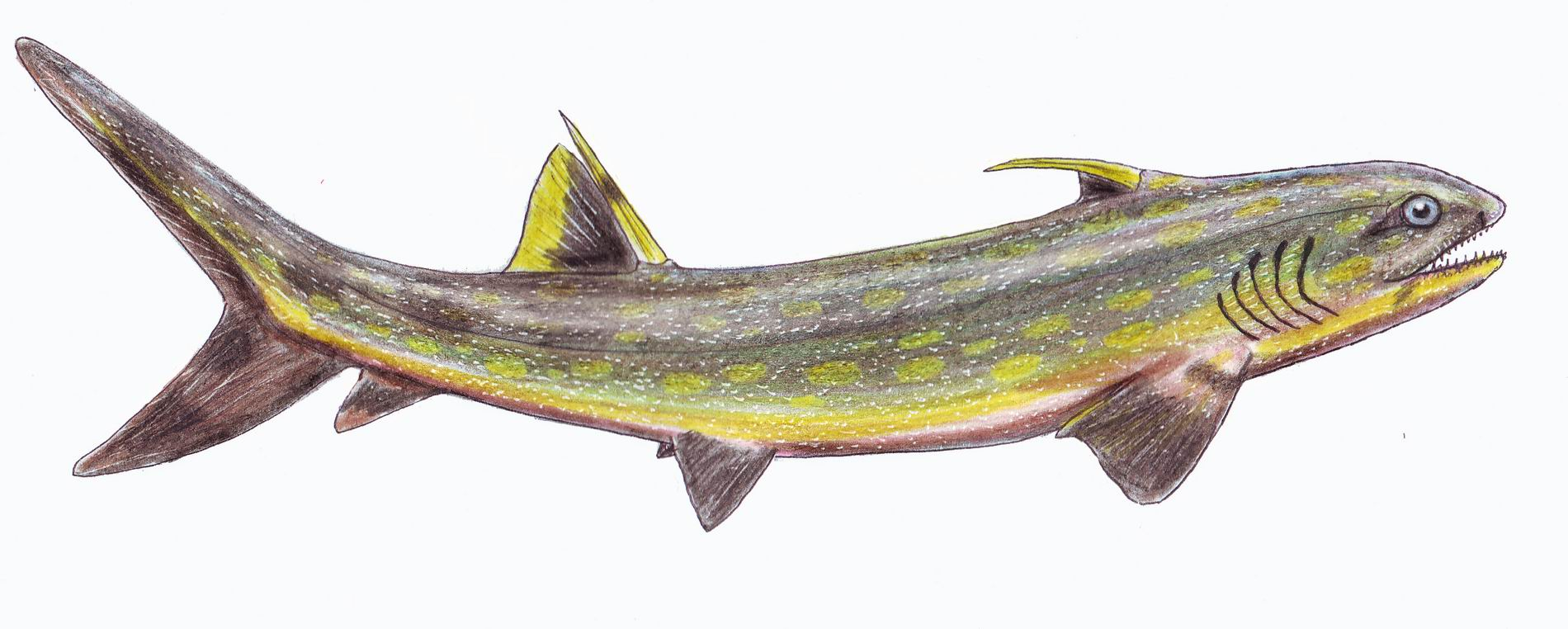
«Ctenacanthus» costellatus

Группа в целом плохо известна. Типовой род ктенаканты (Ctenacanthus) был выделен Луи Агассисом в 1835 году на основании крупного плавникового шипа (C. major) из раннего карбона Англии. Не менее 25 видов из девона — перми всех материков были отнесены к этому роду. Кладодонтные зубы, относимые к роду Cladodus, известные из тех же отложений, обычно связывали с ктенакантами, но в последние 45 лет[когда?] выяснилось, что такие зубы характерны для многих палеозойских хрящевых рыб. Известен отпечаток почти полного скелета небольшой рыбы из раннего карбона Шотландии, обладающей ктенакантовыми шипами («Ctenacanthus» costellatus), но её череп не сохранился. В 1936 году из раннего карбона Шотландии была описана довольно крупная (около 2 метров длиной) рыба Goodrichthys с кладодонтным озублением и ктенакантовыми шипами. Впрочем, шипы гудрихтиса глубоко погружены в тело и почти не выступают на поверхность. Тем не менее, их орнамент сходен с орнаментом типового вида ктенакантов. Отпечаток передней части тела ктенакантообразной рыбы известен из девона Огайо (C. clarki). Из поздней перми Германии описаны отпечатки тела некрупного ктенаканта с давящими зубами (Wodnika striatula). Наконец, из карбона Небраски известны отпечатки мелкой ктенакантообразной рыбы, относимой к описанному по зубам виду Glikmanius occidentalis.

## Классификация
Классификация отряда не устоялась, по данным сайта Fossilworks выделяют до 3 семейств (не включая устаревшее Tamiobatidae Hay, 1902 и выделенное в самостоятельный отряд Phoebodontidae Williams, 1985) и несколько родов, не относящихся к определённому семейству:
- Роды incertae sedis

- Род Kaibabvenator Hodnett et al., 2012 (1 вид)
- Род Nanoskalme Hodnett et al., 2012 (1 вид)
- Род Neosaivodus Hodnett et al., 2012 (1 вид)
- Род Saivodus Duffin & Ginter, 2006 (1 вид)

- Семейство Heslerodidae Maisey, 2010 — небольшие рыбы с тупой мордой и особым строением зубов — боковые зубцы равны центральному, отчего зуб похож на трезубец. Зубы очень мелкие. Челюсти выдаются вперёд по отношению к нейрокранию, очень высокие кзади. Возможно, челюсти могли выдвигаться. Орбиты очень большие. Передний плавник больше заднего, шипы очень глубоко посажены.

- Род Heslerodus Ginter, 2002 (1 вид)

- Надсемейство Ctenacanthoidea Zangerl, 1981
  - Семейство Bandringidae Zangerl, 1969 — очень мелкие (до 20—25 см длиной) рыбы с необычайно длинным уплощённым рылом (внешне напоминают веслоноса или акулу-домового).
    - Род Bandringa Zangerl, 1969 — 2 вида, известны из пресноводных отложений позднего карбона Северной Америки.

  - Семейство Ctenacanthidae Dean, 1909typus — к семейству относятся практически все представители, известные по отпечаткам скелетов. Девять родов, из девона — триаса всех материков.
    - Род Acondylacanthus John & Worthen, 1875 (7 видов)
    - Род Amelacanthus Maisey, 1982 (4 вида)
    - Род Bythiacanthus StJohn & Worthen, 1875 (6 видов)
    - Род Cladodus Agassiz, 1843 (16 или 17 видов)
    - Род Ctenacanthus Agassiz, 1837 (28 видов)
    - Род Eunemacanthus StJohn & Worhten, 1883 (4 вида)
    - Род Glikmanius Ginter et al., 2005 — 3 вида, род описан по зубам до 43 мм длиной из позднего карбона (Северная Америка и Подмосковье) — средней перми (Северная Америка и Азия). Как уже упоминалось выше, к этому роду принадлежат отпечатки небольших (25 см длиной) рыб из карбона Небраски. Судя по размеру зубов, вид G. occidentalis из карбона Подмосковья мог достигать более 2 метров в длину.
    - Род Glymmatacanthus StJohn & Worhten, 1875 (3 вида)
    - Род Tamiobatis Eastman, 1897 — 4 вида, известны из позднего девона — раннего карбона северного полушария.

  - Роды incertae sedis
    - Род Asteroptychius Agassiz, 1843 (3 вида)
    - Род Pyknotylacanthus Mutter & Rieber, 2005 (2 вида)
    - Род Rhombacanthus Williams, 1985 (1 вид)
    - Род Wodnika Münster, 1843 (2 вида)